# Ray Collins (skådespelare)

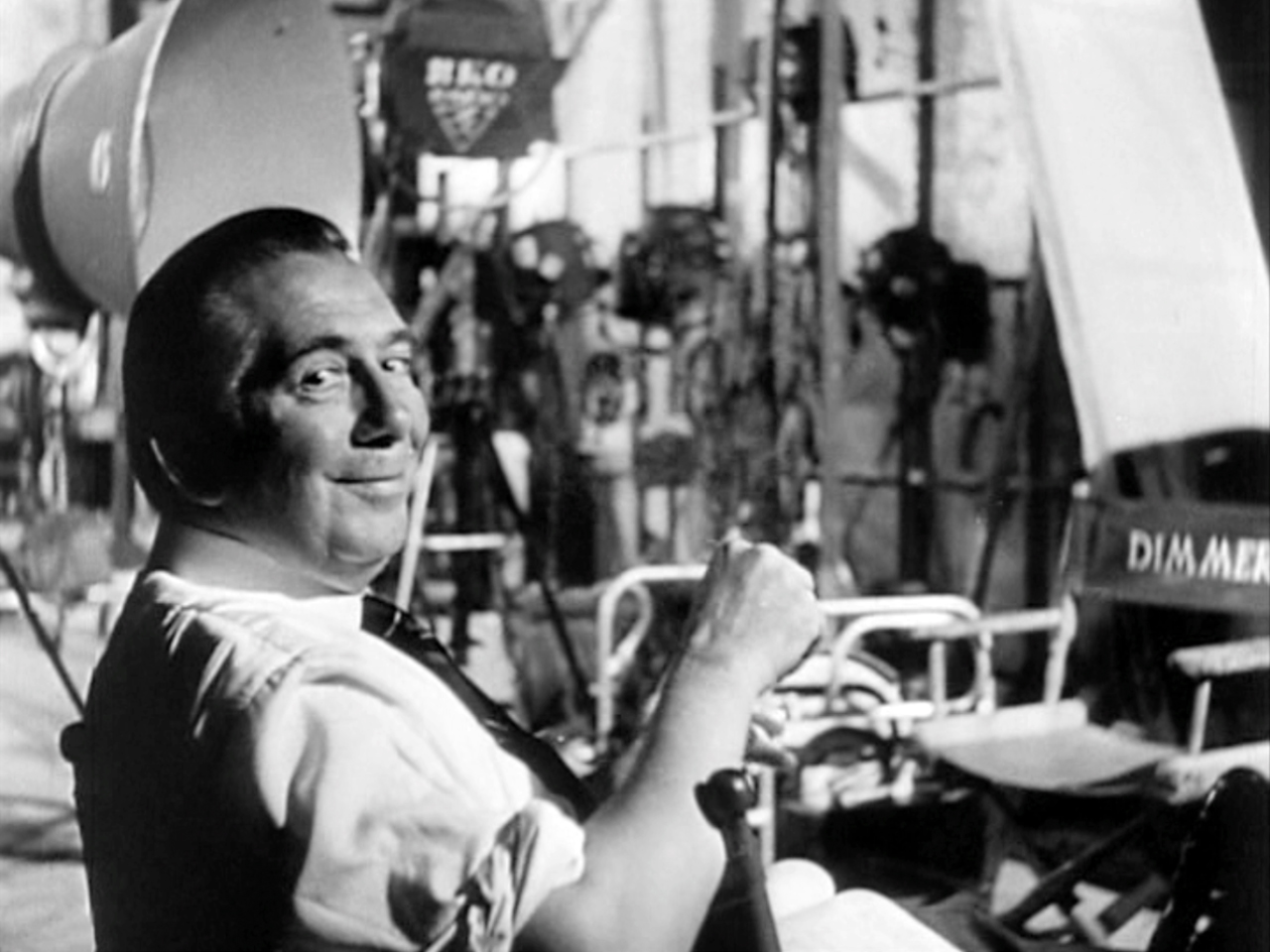
Ray Collins vid inspelningen av En sensation.

Ray Collins, född 10 december 1889 i Sacramento, Kalifornien, död 11 juli 1965 i Santa Monica, Kalifornien, var en amerikansk skådespelare.
Collins ingick i kretsen kring Orson Welles och arbetade på dennes Mercury Theatre. Han medverkade i över 100 filmer och TV-produktioner. Collins avslutade karriären med en återkommande roll som Lt. Tragg i TV-serien Perry Mason.

## Filmografi i urval
- 1941 – En sensation
- 1942 – De magnifika Ambersons
- 1943 – Vi människor
- 1943 – Ung flicka lever farligt
- 1945 – Min är hämnden
- 1946 – De bästa åren
- 1946 – Två år för om masten
- 1947 – Jag såg honom först!
- 1947 – Fy på sej, gamla människan!
- 1949 – Det händer varje år
- 1949 – Arvtagerskan
- 1949 – Pionjären
- 1950 – Full likvid
- 1951 – Ligan bakom lagen
- 1955 – Skräckens timmar
- 1957 – Perry Mason (TV-serie) (1957-1964)
- 1958 – En djävulsk fälla